# Dolac, Bijelo Polje
Dolac este un sat din comuna Bijelo Polje, Muntenegru. Conform datelor de la recensământul din 2003, localitatea are 98 de locuitori (la recensământul din 1991 erau 110 locuitori).

## Demografie
În satul Dolac locuiesc 69 de persoane adulte, iar vârsta medie a populației este de 35,3 de ani (31,4 la bărbați și 39,9 la femei). În localitate sunt 28 de gospodării, iar numărul mediu de membri în gospodărie este de 3,50.
|  |

| Demografie | Demografie | Demografie |
| An         | Locuitori  | Locuitori  |
| ---------- | ---------- | ---------- |
|            |            |            |
|            |            |            |
|            |            |            |
|            |            |            |
| 1948       | 178        |            |
| 1953       | 195        |            |
| 1961       | 204        |            |
| 1971       | 208        |            |
| 1981       | 172        |            |
| 1991       | 110        | 110        |
| 2003       | 179        | 98         |

| \| Componența etnică conform recensământului din 2003[2] \| Componența etnică conform recensământului din 2003[2] \| Componența etnică conform recensământului din 2003[2] \| Componența etnică conform recensământului din 2003[2] \| Componența etnică conform recensământului din 2003[2] \| \| ----------------------------------------------------- \| ----------------------------------------------------- \| ----------------------------------------------------- \| ----------------------------------------------------- \| ----------------------------------------------------- \| \| \| \| \| \| \| \| Bosniaci \| Bosniaci \| \| 87 \| 88,77% \| \| Musulmani \| Musulmani \| \| 10 \| 10,2% \| \| Muntenegreni \| Muntenegreni \| \| 1 \| 1,02% \| \| necunoscută \| necunoscută \| \| 0 \| 0% \| |              |  |    |        |
| Componența etnică conform recensământului din 2003 |              |  |    |        |
| |              |  |    |        |
| Bosniaci | Bosniaci     |  | 87 | 88,77% |
| Musulmani | Musulmani    |  | 10 | 10,2%  |
| Muntenegreni | Muntenegreni |  | 1  | 1,02%  |
| necunoscută | necunoscută  |  | 0  | 0%     |